# Caracaraí
Caracaraí est une ville brésilienne du sud de l'État du Roraima. Sa population était estimée à 17 981 habitants en 2007. La municipalité s'étend sur 47 411 km².